# レシュノ
レシュノ（ポーランド語: Leszno、[ˈlɛʂnɔ] ( 音声ファイル)）は、ポーランド中部の町。ドイツ名リッサ（ドイツ語: Lissa、1800年から1918年まではポルニシュ・リッサ (Polnisch Lissa) とも）。人口6万2200人（2021年）。1998年までレシュノ県の県都であったが、1999年にヴィエルコポルスカ県の所属となった。

## 歴史

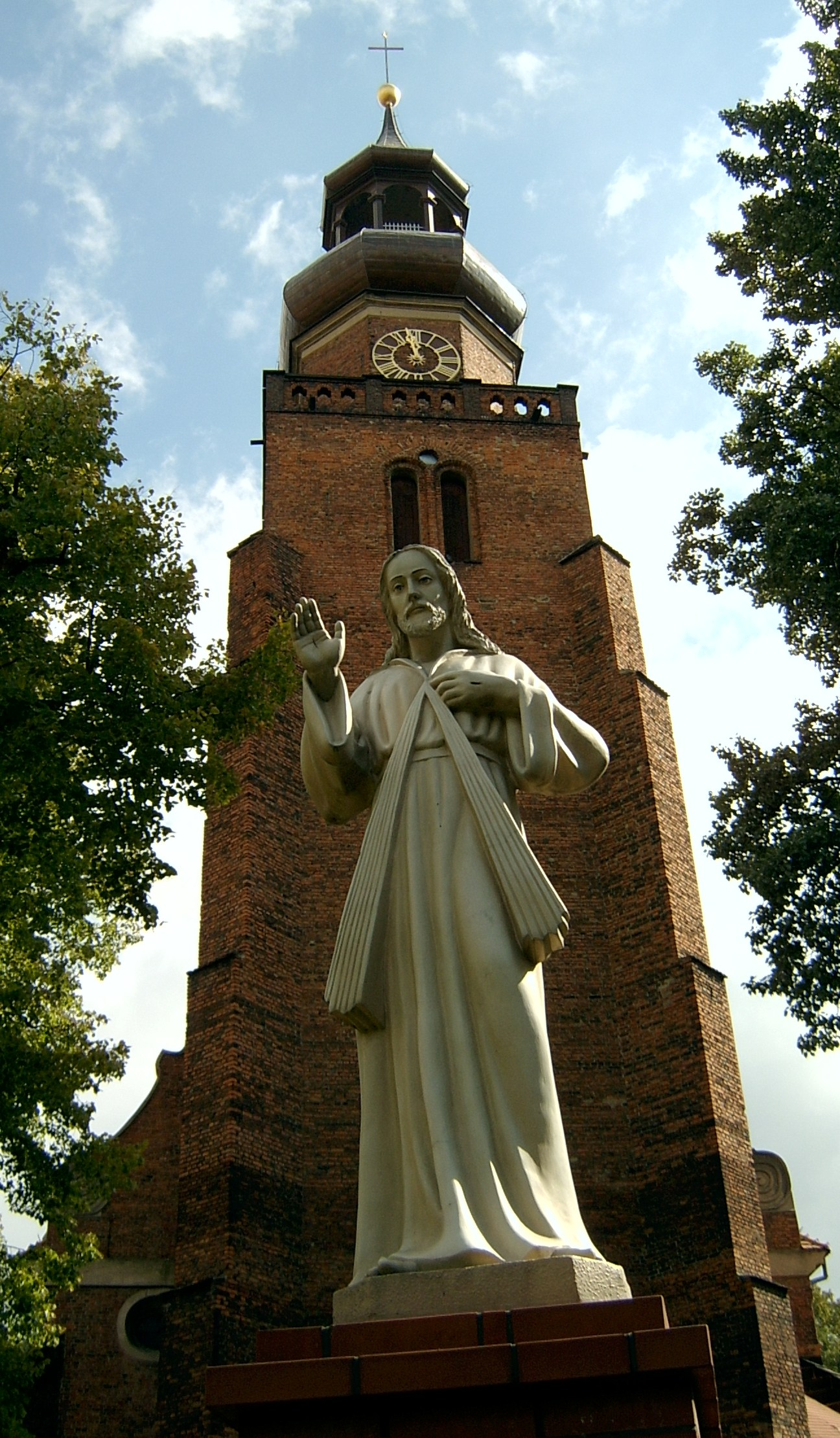
洗礼者ヨハネ教会

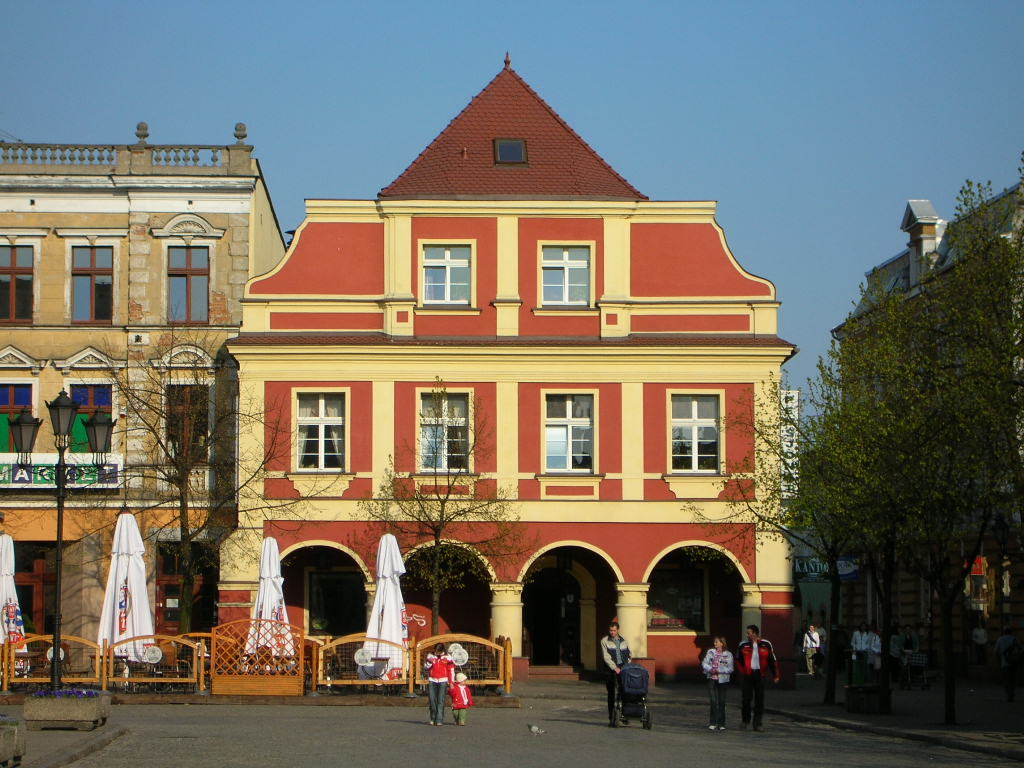

レシュノが初めて記録に現れるのは、1393年のことである。当時、この村はヴィエニアヴァ氏族のステファン・ズ・カルニナの所領であった。中世ポーランド貴族の慣習にしたがい、一族は姓を地名に由来するレシュチニスキに変えた。
1473年から神聖ローマ帝国の伯爵位にあり、カルヴァン派に改宗していたレシュチニスキ家は16世紀初頭、ボヘミアを逃れて難民となっていたプロテスタントの共同体「同胞の団結」をレシュノに落ち着かせた。ボヘミアのプロテスタントだけでなく、近くのシレジアからやってきた織物職人も発展に寄与し、1547年にジグムント1世から特権を得て町となることができた。プロテスタント系コミュニティの活動のおかげで、レシュノは大ポーランドの印刷業の中心地ともなった。三十年戦争でシレジアからドイツ人避難民が流入したため、その人口はさらに増えた。当時、町ではボヘミアの教育家で「同胞の団結」の牧師をしていたヤン・アーモス・コメンスキー（コメニウス）がギムナジウムを開設していた。ドイツの詩人ヨハン・ヘールマンは、1638年から1647年に亡くなるまで当地に住んだ。1636年から1639年にかけて、町は防衛力を強化し市域を拡張した。1655年に大火が発生して、レシュノの黄金時代は終わった。大北方戦争中の1707年にはロシアに焼き討ちされ、1709年には疫病が流行した。1738年、2度目の王位を放棄したスタニスワフ・レシチニスキは町を売却し、レシュチニスキ家の支配に幕が下ろされた。
1793年の第二次ポーランド分割で、レシュノはプロイセン王国に併合され、リッサとしてポーゼン州に編入された。1918年から翌年にポーランド大反乱が起きるとそれに加わり、ヴェルサイユ条約によって1920年1月17日にポーランド第二共和国に復帰した。地元住民はポーランドの市民権を取得しなければならなかった。1939年、町はナチス・ドイツに占領された。ポーランド人はポーランド総督府へ再定住することを強いられた。町の大半のユダヤ人（レシュノに関係のあるユダヤ人にはレオ・ベックやリッサのヤーコプといった有名なラビのほか、ポーランド系ユダヤ人作家のルートヴィヒ・カリシュがいた）と残ったポーランド人は、ナチスのアインザッツグルッペンに虐殺された。ナチス・ドイツが壊滅した1945年、町は再びポーランドに復帰した。戦後は急速に開発され、1975年から1998年には県庁が置かれた。2000年には、欧州委員会から「姉妹都市の金星」賞を受賞した。

## 気候
| レシュノの気候                                              | レシュノの気候 | レシュノの気候 | レシュノの気候 | レシュノの気候 | レシュノの気候 | レシュノの気候 | レシュノの気候 | レシュノの気候 | レシュノの気候 | レシュノの気候 | レシュノの気候 | レシュノの気候 | レシュノの気候 |
| 月                                                          | 1月            | 2月            | 3月            | 4月            | 5月            | 6月            | 7月            | 8月            | 9月            | 10月           | 11月           | 12月           | 年             |
| ----------------------------------------------------------- | -------------- | -------------- | -------------- | -------------- | -------------- | -------------- | -------------- | -------------- | -------------- | -------------- | -------------- | -------------- | -------------- |
| 最高気温記録 °C （°F）                                      | 15.8 (60.4)    | 20.4 (68.7)    | 24.0 (75.2)    | 30.0 (86)      | 31.6 (88.9)    | 37.6 (99.7)    | 37.0 (98.6)    | 37.8 (100)     | 34.9 (94.8)    | 27.5 (81.5)    | 20.1 (68.2)    | 16.6 (61.9)    | 37.8 (100)     |
| 平均最高気温 °C （°F）                                      | 2.5 (36.5)     | 4.2 (39.6)     | 8.5 (47.3)     | 15.1 (59.2)    | 19.7 (67.5)    | 23.1 (73.6)    | 25.4 (77.7)    | 25.1 (77.2)    | 19.8 (67.6)    | 13.8 (56.8)    | 7.6 (45.7)     | 3.6 (38.5)     | 14.0 (57.2)    |
| 日平均気温 °C （°F）                                        | −0.3 (31.5)    | 0.6 (33.1)     | 3.9 (39)       | 9.2 (48.6)     | 13.8 (56.8)    | 17.2 (63)      | 19.3 (66.7)    | 18.9 (66)      | 14.2 (57.6)    | 9.1 (48.4)     | 4.3 (39.7)     | 0.9 (33.6)     | 9.3 (48.7)     |
| 平均最低気温 °C （°F）                                      | −3.2 (26.2)    | −2.7 (27.1)    | −0.2 (31.6)    | 3.4 (38.1)     | 7.8 (46)       | 11.1 (52)      | 13.2 (55.8)    | 13.1 (55.6)    | 9.2 (48.6)     | 5.1 (41.2)     | 1.4 (34.5)     | −1.8 (28.8)    | 4.7 (40.5)     |
| 最低気温記録 °C （°F）                                      | −28.8 (−19.8)  | −26.9 (−16.4)  | −24.4 (−11.9)  | −7.4 (18.7)    | −4.3 (24.3)    | −1.4 (29.5)    | 2.2 (36)       | 0.8 (33.4)     | −3.3 (26.1)    | −8.0 (17.6)    | −15.8 (3.6)    | −25.5 (−13.9)  | −28.8 (−19.8)  |
| 降水量 mm （inch）                                          | 35.5 (1.398)   | 31.3 (1.232)   | 39.8 (1.567)   | 28.8 (1.134)   | 53.6 (2.11)    | 57.6 (2.268)   | 77.5 (3.051)   | 70.4 (2.772)   | 46.5 (1.831)   | 38.2 (1.504)   | 34.4 (1.354)   | 35.7 (1.406)   | 549.2 (21.622) |
| 平均降水日数 （≥0.1 mm）                                    | 17.13          | 14.60          | 14.03          | 10.83          | 13.23          | 13.00          | 14.17          | 13.10          | 11.60          | 13.83          | 14.73          | 17.63          | 167.90         |
| 平均降雪日数 （≥0 cm）                                      | 12.7           | 11.8           | 4.9            | 0.7            | 0.0            | 0.0            | 0.0            | 0.0            | 0.0            | 0.1            | 2.3            | 8.2            | 40.7           |
| % 湿度                                                      | 86.7           | 83.3           | 78.0           | 69.6           | 70.8           | 71.3           | 70.8           | 71.4           | 78.3           | 83.7           | 88.7           | 88.2           | 78.4           |
| 平均月間日照時間                                            | 53.9           | 76.2           | 123.9          | 204.1          | 245.0          | 246.9          | 255.1          | 244.0          | 165.1          | 113.3          | 58.5           | 43.2           | 1,829.4        |
| 出典1：Institute of Meteorology and Water Management        |                |                |                |                |                |                |                |                |                |                |                |                |                |
| 出典2：Meteomodel.pl (records, relative humidity 1991–2020) |                |                |                |                |                |                |                |                |                |                |                |                |                |

## 姉妹都市
- モンリュソン（フランス）[12]
- デュールネ（オランダ）[13]
- ズール（ドイツ）[14]
- ドゥナウーイヴァーロシュ（ハンガリー）[15]

## ゆかりの人物
- レシュチニスキ家
- ヨハン・ヘールマン（1585年 - 1647年） 詩人
- コメニウス（1592年 - 1670年） 教育家
- ヨーン・ヨンストン（1603年 - 1675年） 学者、医師
- スタニスワフ・レシチニスキ（1677年 - 1766年） ポーランド・リトアニア国王、ロレーヌ公
- ハイム・サロモン（1740年 - 1785年） 実業家
- リッサのヤーコプ（1760年 - 1832年） ラビ
- ツヴィ・カリシャー（1795年 - 1874年） ラビ
- ルートヴィヒ・カリシュ（1814年 - 1882年） 小説家
- カール・フリードリヒ・リヒャルト・フェルスター（1825年 - 1902年） ドイツの眼科医
- オットー・シュルツェン（1837年 - 1875年） ドイツの医師
- アルバート・モッセ（1846年 - 1925年） 法律家
- レオ・ベック（1873年 - 1956年） ラビ
- ヴォルフガング・マルティニ（1891年 - 1963年） ドイツの軍人
- ステファン・ロヴェツキ（1895年 - 1944年） 軍人、ジャーナリスト。第二次大戦のレジスタンス組織「国内軍」の指導者
- ヴォルフガング・トマレ（1900年 - 1978年） ドイツの軍人
- イルセ・シュヴィデツキ（1907年 - 1997年） ドイツの人類学者
- スタニスワフ・グロホヴィアク（1934年 - 1976年） 詩人、劇作家
- ボグダン・ゴリク（1963年 - ） 政治家
- ラファウ・ドブルツキ（1976年 - ） スピードウェイのライダー
- アレクサンドリア・リョドラン（1990年 - ） フィギュアスケート選手